# Jaroslav Drobný (futbolista)
Jaroslav Drobný (Počátky, Vysočina, Checoslovaquia; 18 de octubre de 1979) es un exfutbolista checo. Jugaba de portero.
Tras su retiro como jugador en 2021, Drobný comenzó su carrera como entrenador de guardametas.

## Trayectoria
Comenzó su carrera en su club local el SK Chrudium. En su primera temporada firmó un contrato con el equipo rival el FC Vitkovice. Jugó en la primera división con el S.K. České Budějovice en 1999 donde estuvo durante dos temporadas. 
En 2001 fichó por el Panionios de la Superliga de Grecia. 
En 2005 Fulham puso sus ojos en él, luego de que vendieran a su arquero Edwin van der Sar, Drobný fue fichado por el club inglés. Recién llegado al club fue cedido al ADO Den Haag. Cuando regresó su contrato terminó por mutuo acuerdo y dejó el club en agosto de 2006 sin jugar para el equipo de Londres. 
Se unió al Ipswich Town el 27 de octubre de 2006. Se fue a préstamo al VfL Bochum. El 27 de enero de 2007 debutó en la Bundesliga contra el Mainz.
Drobný fue transferido al Hertha BSC en la temporada 2007-08. Al final de la temporada 2009-10, con el Hertha descendido, dejó el club para unirse al Hamburgo SV.
En junio de 2016, Drobný se unió al Werder Bremen por un año. Jugó 10 encuentros en su primera temporada con el club. En junio de 2017 renovó su contrato con el equipo. Renovaría nuevamente en julio de 2018.
Se retiró como jugador en 2021, y comenzó su carrera como entrenador de porteros en el Bayern de Múnich II.

## Selección nacional
El 11 de febrero de 2009, Drobný debutó con la selección de República Checa en el empate a cero contra la selección de Marruecos.

## Clubes
| Club                       | País            | Año       |
| -------------------------- | --------------- | --------- |
| S.K. České Budějovice      | República Checa | 1999-2001 |
| Panionios de Atenas        | Grecia          | 2001-2005 |
| Fulham Football Club       | Inglaterra      | 2005-2006 |
| ADO La Haya (cedido)       | Países Bajos    | 2005-2006 |
| Ipswich Town Football Club | Inglaterra      | 2006-2007 |
| VfL Bochum (cedido)        | Alemania        | 2007      |
| Hertha Berlín              | Alemania        | 2007-2010 |
| Hamburgo S.V.              | Alemania        | 2010-2016 |
| Werder Bremen              | Alemania        | 2016-2019 |
| Fortuna Düsseldorf         | Alemania        | 2019      |
| S.K. České Budějovice      | República Checa | 2019-2021 |